# コロナちゃん
コロナちゃん（Corona-chan）は、新型コロナウイルス（SARSコロナウイルス2）を萌え擬人化したキャラクターで、4chanやRedditなどで用いられるインターネット・ミーム。日本では、X(旧Twitter)で新型コロナウイルス（SARSコロナウイルス2）の感染情報を配信する新型コロナちゃん速報のマスコットキャラクター。

## 概要
2020年1月半ばに4chanの/pol/（Politically Incorrect、非ポリコレ板）で初めて制作された。「コロナちゃん」に先立ち、2014年の西アフリカエボラ出血熱流行に関連付けられる「エボラちゃん」というキャラクターが英語圏の画像掲示板やフォーラムで拡散されていた。「コロナちゃん」は赤いチャイナドレスを着用し、コウモリの翼を持った少女で、髪の毛にウイルスを象徴する棘の付いた球体を付けている。コロナビールを手に持ち、しばしば酩酊しているとされる。五星紅旗を掲げ、コウモリのスープを手渡すことがある。
subredditのr/coronachanにはおよそ2000人のメンバーがおり、様々な「コロナちゃん」のイラストが投稿されている。これらのイラストは2020年2月7日までに少なくとも32件投稿されていた。Lushsuxは、マスクを付けたピューディパイの背後からコロナちゃんが顔を出している壁画を制作した。
/pol/では「科学者がコロナちゃんを創造した」というタイトルのスレッドに、新型コロナウイルスが武漢ウイルス研究所で作られたと示唆するゼロヘッジの記事をリンクした投稿がなされた。
2020年2月にX(旧Twitter)で新型コロナウイルス（SARSコロナウイルス2）の感染情報を配信する新型コロナちゃん速報のマスコットキャラクターとして登場した。
コロナちゃんは、新型コロナウイルス（SARSコロナウイルス2）を萌え擬人化したキャラクターではなく、名前も形も似てて、誤解されやすいけど『新型コロナウイルス』を無毒化した抗原で『ワクチン』に活用されるんだよ。と『新型コロナウイルス』を無毒化した抗原を萌え擬人化したキャラクターであることを公言している。

## 反応
ヴァイス・メディアのサマンサ・コールは、明らかに中国人として認識できるこのキャラクターは人種問題において攻撃的な側面がある一方、暗いニュースの連続に気楽な休息を与えている機能もあると指摘した。
中華人民共和国のメディアである新浪は、このキャラクターの初出が日本であると誤報し、キャラクターの特徴について日本鬼子と比較した。
非中国人の女性が「コロナちゃん」のコスプレをした写真をネット上に掲載した際に、中国のユーザーから批判を受けて謝罪するという事象が発生した。女性は差別や侮辱などの意図はなく、感染症の予防のために手を洗うことの重要性を伝えたかったと説明した。一方、他のユーザーは、中国のユーザーに対してナイーブであると批判し、女性は間違っておらず謝罪する必要はないとして彼女の活動を擁護した。2020年3月20日、コスプレイヤーのヤヤ・ハンは、コロナちゃんのコスプレはナチスのコスプレと同じくらい受け入れられないと述べ、他のコスプレイヤーにコスプレの題材を慎重に考えるように警告した。
ミハウ・ラドミル・ヴィシニェフスキは、このミームは国ではなく人にウイルス感染拡大の責任を負わせていると警鐘を鳴らし、その懸念の少ない作品の例として吸血鬼の格好をしたコロナちゃんのイラストが採用された、ケン・アシュコープによる「Komm, susser Tod」の動画を挙げた。
連邦防護局の報告書によると、白人至上主義に動機付けられた暴力的過激派らは、Telegram上で行われたCOVID-19の生物兵器としての転用に関する議論の中で、新型コロナウイルスのことを「コロナちゃん」と呼んでいた。
新型コロナちゃん速報のマスコットキャラクター「コロナちゃん」は、2022年11月25日に東京オープンデータカタログの活用事例として紹介される。